# علم الحفظ الحيوي
علم الحفظ الحيوي أو الحفاظ الحيوي أو المحافظة الحيوية أو علم حفظ الأحياء أو الحفاظ على الأحياء (بالإنجليزية: Conservation Biology)‏ هو فرع من علم الأحياء الذي يقوم بتحليل وحماية التنوع الحيوي للأرض. يأخذ علم أحياء الانحفاظ من العلوم الفيزيائية والحيوية والاجتماعية حتى، وأيضا الاقتصاد، وممارسة إدارة الموارد الطبيعية. في حين يقوم علم بيئة الانحفاظ بدراسة قضايا ديناميات التجمعات المرتبطة بقياسات التجمعات الصغيرة للأنواع النادرة. ينطبق مصطلح «علم أحياء الانحفاظ» على علم دراسة الانحفاظ على صعيد الجينات وتجمع حيوي، الأنواع وأيضا الأنظمة البيئية.

## الأصول
نشأ مصطلح علم الحفظ الحيوي ومفهومه كمجال جديد مع انعقاد «المؤتمر الدولي الأول للبحوث في مجال علم الحفظ الحيوي» في جامعة كاليفورنيا بسان دييغو في لا جولا بكاليفورنيا عام 1978، بقيادة عالم الأحياء الأمريكي بروس أ. ويلكوكس ومايكل إي. سولي مع مجموعة من كبار الباحثين في الجامعات وفي مجال علم الحيوان وعلم الحفظ الحيوي، بمن فيهم كورت بينيرشكي والسير أوتو فرانكل وتوماس لوفجوي وجارد دايموند. كان الدافع وراء انعقاد هذا المؤتمر هو القلق بشأن إزالة الغابات المدارية، وانقراض الأنواع، وتراجع التنوع الجيني بين الأنواع. سعى المؤتمر والإجراءات التي أسفرت عنه إلى البدء بسد الفجوة بين علم البيئة النظري والجينات التطورية من ناحية، وبين الممارسات وسياسات الحفظ من ناحية أخرى. ظهر علم الحفظ الحيوي ومفهوم التنوع الحيوي (التنوع البيولوجي) معًا، ما ساعد على بلورة علم الحفظ وسياساته. أدى الأساس المتأصل متنوع الاختصاصات لعلم الحفظ الحيوي إلى تخصصات فرعية جديدة، بما فيها علم الحفظ الاجتماعي، وسلوك الحفظ، وعلم وظائف الأعضاء الحفاظي. حفزت هذه الدراسة على تطوير علم الوراثة في مجال الحفظ والذي كان أوتو فرانكل أول من أنشأه، ولكن غالبًا ما يُعتبر كتخصص فرعي حاليًا.

## التوصيف
يعني التراجع السريع في النظم البيولوجية القائمة حول العالم أن بيولوجيا الحفظ غالبًا ما يشار إليها باسم «الالتزام بموعد نهائي». يرتبط علم الحفظ الحيوي بشكل وثيق بعلم البيئة في البحث في علم البيئة التجمعي (الانتشار الحيوي، والهجرة، وعلم السكان، وحجم التجمع الفعال، وانحدار زواج الأقارب، والحيوية السكانية الدنيا) للأنواع النادرة أو المهددة بالانقراض. يهتم علم الحفظ الحيوي بالظواهر التي تؤثر في الحفاظ على التنوع الحيوي وفقدانه واستعادته، وعلم الحفاظ على العمليات التطورية التي تولد التنوع الجيني، والسكان، والأنواع، وتنوع الأنظمة البيئية. ينبع القلق من التقديرات التي تشير إلى أن ما يصل إلى 50% من جميع الأنواع على كوكب الأرض سوف تختفي في غضون السنوات الخمسين المقبلة، ما سيساهم في الفقر والجوع، وسيعيد مسار التطور على هذا الكوكب.
يقوم علماء الحفظ الحيوي بالبحث والتثقيف بخصوص الاتجاهات الثقافية، وعملية فقدان التنوع الحيوي، وانقراض الأنواع، والأثر السلبي لهذه القضايا على قدرتنا على الحفاظ على وجود النوع البشري. يعمل علماء الحفظ الحيوي في الميدان والمكتب، في الحكومات، والجامعات، والمنظمات غير الربحية، والقطاع الصناعي. تتنوع مواضيع أبحاثهم لأن هذه شبكة متعددة التخصصات مع تحالفات مهنية في العلوم الحيوية والاجتماعية. يدعو هؤلاء المتفانون في القضية والمهنة إلى استجابة عالمية لأزمة التنوع الحيوي الحالية بالاعتماد على الأخلاقيات والسبب العلمي. تستجيب المنظمات والسكان إلى أزمة التنوع الحيوي من خلال خطط أعمال الحفظ التي توجه البحوث وبرامج الرصد والتعليم التي تشغل الاهتمامات المحلية من خلال النطاقات العالمية.

## نبذة تاريخية

### الحفاظ على الموارد الطبيعية
الجهود الواعية بخصوص الحفظ وحماية التنوع الحيوي العالمي هي ظاهرة حديثة. ومع ذلك، فإن الحفاظ على الموارد الطبيعية له تاريخ يمتد قبل عصر الحفظ. برزت أخلاقيات الموارد من الضرورة من خلال العلاقات المباشرة مع الطبيعة. أصبح التقييد أو التنظيم المشاعي ضرورة لمنع الدوافع الأنانية من تحصيل أكثر مما يمكن أن يكون مستدامًا محليًا، ما يهدد الإمداد طويل الأجل لباقي المجتمع. غالبًا ما تسمى هذه المعضلة الاجتماعية في ما يتعلق بإدارة الموارد الطبيعية «تراجيديا المشاع».
من هذا المبدأ، يمكن لعلماء الحفظ الحيوي أن يتتبعوا الأخلاقيات المعتمدة على الموارد المشاعية من خلال الثقافات كحل لصراع الموارد المشاعي.